# 1,1,2-Tricloro-1,2,2-trifluoroetano
1,1,2-tricloro-1,2,2-trifluoroetano, também chamado de triclorotrifluoroetano, CFC-113 e Freon 113 é um clorofluorcarbono . Tem como fórmula: Cl
2FC–CClF
2
 . Se apresenta como um líquido incolor e volátil é um solvente versátil.

## Reações atmosféricas

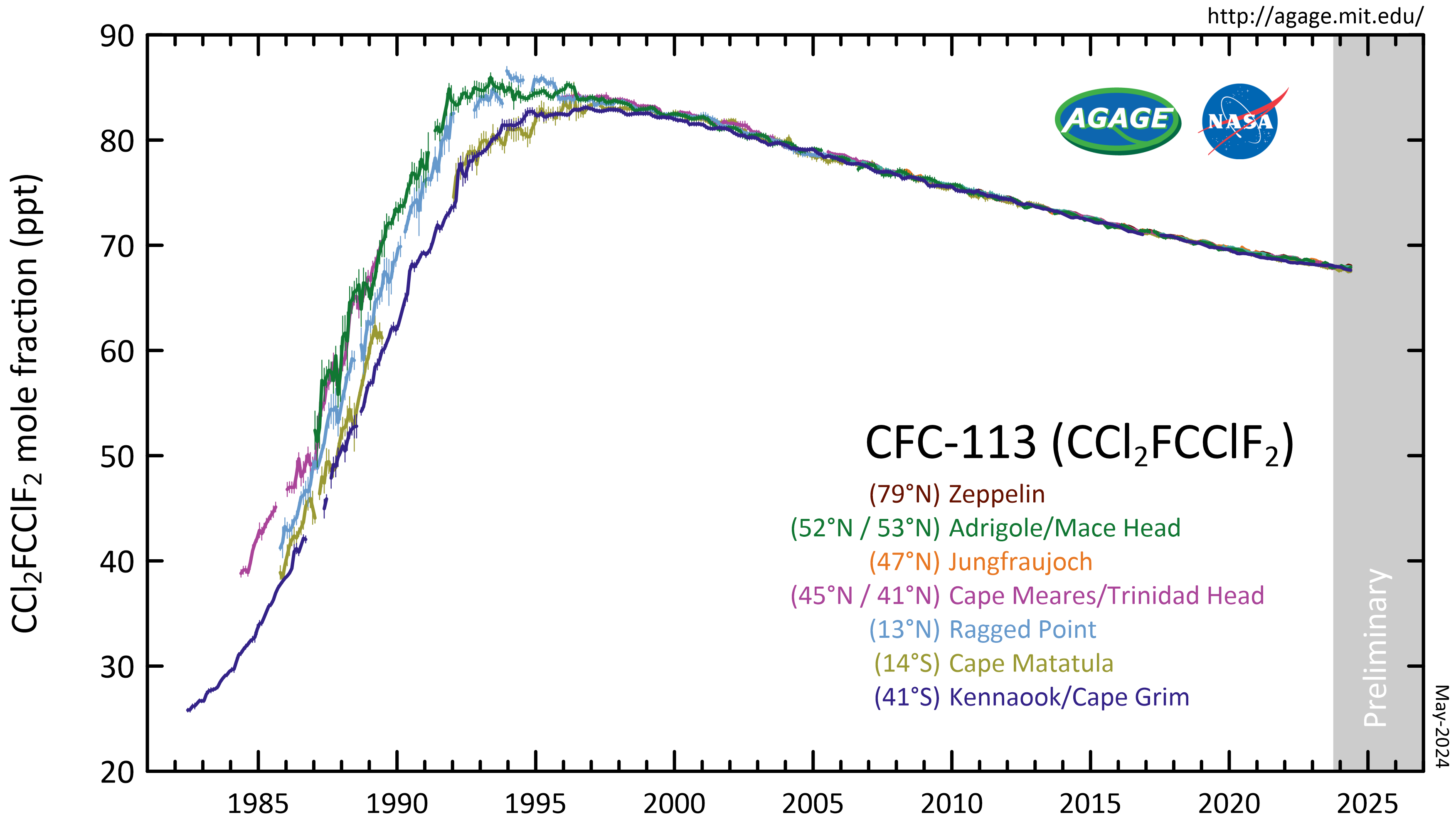
CFC-113 medido pelo Experimento Avançado de Gases Atmosféricos Globais (AGAGE) na baixa atmosfera (troposfera) em estações ao redor do mundo. As abundâncias são dadas como frações molares médias mensais livres de poluição em partes por trilhão.

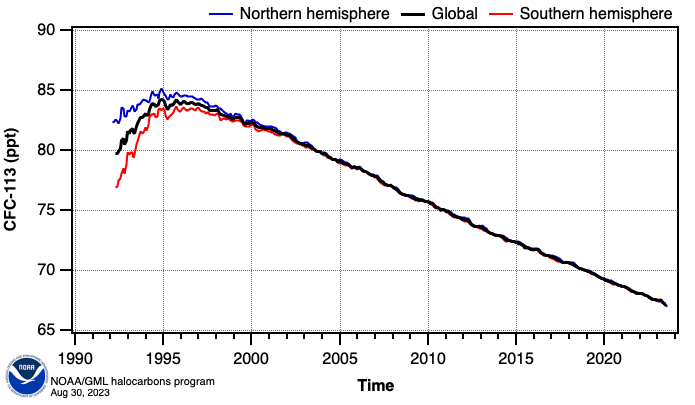
Concentração atmosférica de CFC-113 desde o ano de 1992.

O CFC-113 é um clorofluorcarbono muito pouco reativo. Ele permanece na atmosfera cerca de 90 anos,  tempo suficiente para sair da troposfera e entrar na estratosfera . Na estratosfera, o CFC-113 pode ser decomposto pela radiação ultravioleta (onde a luz solar na faixa de 190-225 nm (UV) range), gerando radicais de cloro (Cl•), que iniciam a degradação do ozônio requerendo apenas alguns minutos:  
CClF
2CCl
2F → C
2F
3Cl
2 + Cl•
Cl• + O
3 → ClO• + O
2
Esta reação é seguida por:
ClO• + O → Cl• + O
2
O processo regenera Cl• para destruir mais O
3
 . O Cl• destruirá uma média de 100.000O
3
 Moléculas  durante seu tempo de vida atmosférico de 1 a 2 anos. Em algumas partes do mundo, essas reações diminuíram significativamente a camada natural de ozônio estratosférico da Terra, que protege a biosfera contra a radiação ultravioleta solar; níveis aumentados de UV na superfície podem causar câncer de pele ou até mesmo cegueira. 

## Usos
O CFC-113 foi um dos CFCs mais produzidos no planeta Terra, compondo o grupo de gases mais conhecidos na temática de proteção à camada de ozônio. Em 1989, foram produzidas cerca de 250.000 toneladas.  Tem sido usado como um agente de limpeza para componentes elétricos e eletrônicos.  O CFC-113 é um dos três CFCs mais populares, juntamente com o CFC-11 e o CFC-12.  Desde 2010, a emissão dessas substâncias está terminantemente proibida.
A baixa inflamabilidade e baixa toxicidade do CFC-113 o tornaram ideal para uso como limpador para equipamentos elétricos delicados, tecidos e metais. Seu uso era tido como vantajoso porque não prejudicava o produto que estava limpando causando mudança alguma, não inflamaria com uma faísca ou reagiria com outros produtos químicos. 
Atualmente, o CFC-113 em análises de laboratório foi substituído por outros solventes. 
Redução de CFC-113 com zinco dá clorotrifluoretileno :
CFCl
2–CClF
2 + Zn → CClF=CF
2 + ZnCl
2

## Perigos
Além de seus imensos impactos ambientais, o Freon 113, como a maioria dos clorofluoralcanos, forma gás fosgênio, que é tóxico e corrosivo, quando exposto a uma chama nua. 